# Каспер, Джон
Джон Ка́спер (англ. John Kasper; 21 октября 1929 — 7 апреля 1998) — американский политик, участвовал на выборах президента США.
Джон Каспер был членом Ку-клукс-клана и сторонником сегрегации, который занял воинственную позицию против расовой интеграции во время движение за гражданские права.
Под руководством Паунда Каспер основал небольшое издательство (Square Dollar Press) в 1951 году для публикации работ, которые нравились Паунду. В 1953 году Каспер открыл книжный магазин Make it New в Гринвич-Виллидж, выставив письма Паунда в витрине магазина. Каспер выступил против расовой интеграции в южных штатах США, назвав это еврейским заговором. В этих и других мероприятиях Каспер считал, что распространяет идеи поэта. Связь Паунда с Каспером вызвала огорчение у тех, кто пытался освободить Паунда из Св. Больница Элизабет, где он был заключён в тюрьму по обвинению в измене.
После открытия книжного магазина в Гринвич-Виллидж Каспер переехал в Вашингтон, округ Колумбия, где он подружился с Паундом и основал компанию по публикации произведений поэта, а также произведений других авторов, таких как Чарльз Олсон. Уловив правые идеи Паунда, Каспер сформировал Приморский Совет граждан сразу после постановления Верховного суда по делу Браун против Совета по образованию. дело с целью предотвращения десегрегации в Вашингтоне.

## Арест и оправдание
Каспер стал известен во время интеграции средней школы Клинтона в Клинтоне, Теннесси. Он стремился мобилизовать противников приказа о десегрегации, и был арестован во время беспорядков. Каспер был оправдан в ходе последующего судебного разбирательства, в котором участвовало несколько присяжных, входивших в состав вспомогательной полиции, производившей арест.

## Арест и осуждение
В результате этого инцидента Каспер стал центром внимания во время ряда таких протестов на юге США, часто нежелательных. Пока он проводил кампанию, Каспер был заключён в тюрьму за преступления, от подстрекательства к беспорядкам до праздношатания. Он был подозреваемым в взрыве бомбы в школе в Нeшвилле, а также в нескольких взрывах синагоги — он был ярым антисемитом — хотя никаких доказательств не было представлено
В 1956 году на него было вынесено постановление суда, которое он проигнорировал, что привело к его аресту и осуждению за неуважение к суду. Он был признан виновным, обжалован и пропал. затем он был приговорён к одному году тюремного заключения. Он отсидел восемь месяцев за заговор в 1957 году.
После освобождения он призвал вернуться к конституционализму и создать третью партию, чтобы выступить против интеграции, которую теперь поддержали и демократы, и республиканцы. Он стал членом Партии прав национальных штатов и баллотировался на президентских выборах 1964 года вместе с Дж. Б. Стоунер как его напарник. Каспер получил незначительную поддержку: всего 6 434 голоса всего в двух штатах, Кентукки и Арканзас.
Каспер вернулся к своим северным корням в 1967 году и фактически оставил политику, вернувшись к семейной жизни и канцелярским работам. Он умер в апреле 1998 года в возрасте 68 лет.